# Platte (Dakota del Sur)
Platte es una ciudad ubicada en el condado de Charles Mix en el estado estadounidense de Dakota del Sur. En el Censo de 2010 tenía una población de 1.230 habitantes y una densidad poblacional de 465,14 personas por km².

## Geografía
Platte se encuentra ubicada en las coordenadas 43°23′13″N 98°50′37″O / 43.38694, -98.84361. Según la Oficina del Censo de los Estados Unidos, Platte tiene una superficie total de 2.64 km², de la cual 2.64 km² corresponden a tierra firme y (0%) 0 km² es agua.

## Demografía
Según el censo de 2010, había 1.230 personas residiendo en Platte. La densidad de población era de 465,14 hab./km². De los 1.230 habitantes, Platte estaba compuesto por el 98.54% blancos, el 0% eran afroamericanos, el 0.57% eran amerindios, el 0% eran asiáticos, el 0% eran isleños del Pacífico, el 0% eran de otras razas y el 0.89% pertenecían a dos o más razas. Del total de la población el 0.08% eran hispanos o latinos de cualquier raza.